# Рейес, Анджело
Анджело Рейес (англ. Angelo Reyes; 17 марта 1945, Манила, Филиппины — 8 февраля 2011, Марикина, Столичный регион (Филиппины)) — филиппинский политический, государственный и
военный деятель, генерал, начальник Генерального штаба Вооруженных сил Филиппин (2000—2001, министр национальной обороны Филиппин (2001—2003), министр внутренних дел и местного самоуправления Филиппин (2004—2006), министр окружающей среды и природных ресурсов Филиппин (2006—2007), министр энергетики Филиппин (2007—2010).

## Биография
В 1966 году окончил Филиппинскую военную академию в Багио. В 1973 году получил степень магистра делового администрирования в Азиатском институте менеджмента. В 1991 году стал магистром государственного управления, окончив Гарвардский университет.
Начал военную карьеру командиром группы 1-го воздушно-десантного полка спецназа. Позже, служил на острове Минданао командиром батальона, командиром бригады и командующим районом. Приобрёл большой опыт борьбы с коммунистическими и исламскими повстанцами. После службы в качестве командующего филиппинской армией в июле 1999 года президент Джозеф Эстрада назначил его командующим филиппинскими вооруженными силами. Во время пребывания на посту Верховного главнокомандующего филиппинскими вооруженными силами А. Рейес работал над модернизацией вооруженных сил. 
Решение Рейеса подать в отставку в 2003 году связывали с мятежом примерно 300 солдат, которые захватили здание в центре столицы Филиппин Маниле.
После отставки занимал ряд министерских постов.
Скончался от огнестрельного ранения в грудь. По словам свидетелей, Рейес выстрели в себя сам, притом произошло это у могилы его матери в манильском пригороде Маркина. В частности, об этой версии событий сообщает газета Philippine Daily Inquirer. Согласно информации, полученной филиппинским радио DZBB, Рейес находился на кладбище вместе со своими детьми, и выстрел прозвучал после того, как он отослал их в машину. Перед этим  ему были предъявлены обвинения в хищении крупной суммы денег из бюджета вооруженных сил страны. Речь шла о, по крайней мере,  50 миллионах филиппинских песо. Рейес предъявленные ему обвинения отрицал.
Как отмечает Philippine Daily Inquirer, перед слушаниями по этому делу денег Рейес перенес инсульт. Экс-министр обороны заявлял, что не в силах больше терпеть "грязную кампанию", порочащую его имя и имя его семьи.
Похоронен  на Кладбище Героев в Тангите.